# One Potato, Two Potato
One Potato, Two Potato (bra: O Processo de Julie Richards) é um filme norte-americano de 1964, do gênero drama, dirigido por Larry Peerce  e estrelado por Barbara Barrie e Bernie Hamilton.
A história trata da miscigenação, um tema ousado para a época. Apesar de "queridinho pela crítica", alguns profissionais notaram que, ao invés de se concentrar nas injustiças que se amontoavam contra o negro Frank Richards, as simpatias do filme são dirigidas quase exclusivamente para a branca Julie Richards.

## Sinopse
Após divorciar-se de Joe, Julie, que é branca, casa-se com o negro Frank. Joe entra na Justiça pela guarda da filha, sob a alegação de que um lar misto é impróprio para a educação de uma criança. Julie e Frank lutam pelos seus direitos, mas a corte se pauta pelos preconceitos da época e Joe ganha a causa.

## Principais premiações
| Patrocinador                                  | Prêmio                                         | Categoria                                  | Situação                    |
| --------------------------------------------- | ---------------------------------------------- | ------------------------------------------ | --------------------------- |
| Academia de Artes e Ciências Cinematográficas | Oscar                                          | Melhor Roteiro Original                    | Indicado                    |
| Sindicato dos Roteiristas Norte-Americanos    | WGA                                            | Melhor Roteiro - Drama                     | Indicado[carece de fontes?] |
| Festival de Cannes                            | Palma de Ouro Prêmio de Interpretação Feminina | Melhor Filme Melhor Atriz (Barbara Barrie) | Selecionado Vencedor        |

## Elenco
| Ator/Atriz        | Personagem            |
| ----------------- | --------------------- |
| Barbara Barrie    | Julie Cullen Richards |
| Bernie Hamilton   | Frank Richards        |
| Richard Mulligan  | Joe Cullen            |
| Harry Bellaver    | Juiz Powell           |
| Marti Mericka     | Ellen Mary            |
| Robert Earl Jones | William Richards      |
| Vinnette Carroll  | Martha Richards       |
| Sam Weston        | Johnny Hruska         |
| Faith Burwell     | Ann Hruska            |